# Festung Iwangorod

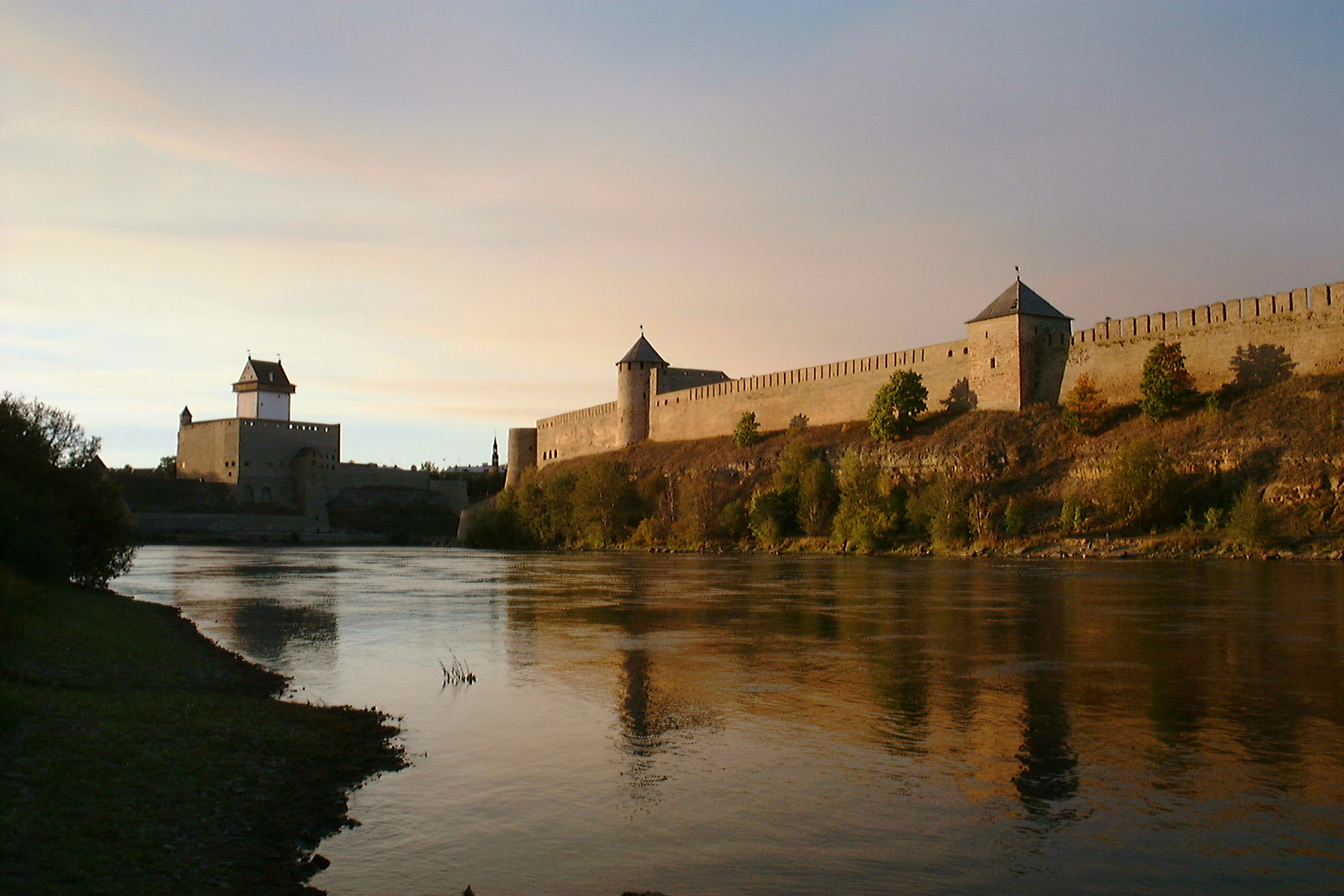
Rechts im Bild die Festung Iwangorod (Russland), links auf der anderen Seite der Narva die Hermannsfeste (Estland). Hier verläuft zugleich auch die Ostgrenze der Europäischen Union sowie der NATO.

Die Festung Iwangorod in der russischen Stadt Iwangorod wurde unter der Herrschaft des Zaren Iwan III. im Sommer 1492 am rechten Ufer der Narva errichtet. Sie bestand anfangs völlig aus Holz und sollte Iwans Anspruch auf Zugang zur Ostsee bekräftigen und zugleich ein Bollwerk gegen den das Baltikum beherrschenden Deutschen Orden bilden. Am linken Ufer steht seit dem 13. Jahrhundert die mächtige Hermannsfeste, eine Burg des Deutschen Ordens.

In den folgenden Jahrzehnten wurden die Anlagen der Festung ständig erweitert und verstärkt. Nach dem Zerfall des Deutschen Ordens kam Estland unter schwedische Herrschaft und ab dem Ende des Livländischen Krieges 1583 gehörte auch Iwangorod zu Schweden. 1704, während des Großen Nordischen Krieges, eroberte Peter der Große die Festung zurück. Im Frieden von Nystad 1721 wurden die russischen Eroberungen an der Ostsee bestätigt. Nach dem Zerfall des Zarenreichs kam Iwangorod im Frieden von Dorpat 1920 zur neugegründeten Republik Estland. Nach der Einverleibung Estlands durch die Sowjetunion 1940 wurde Iwangorod Teil der Russischen Sowjetrepublik von 1945. Die Stadt und Festung verblieben nach dem Zerfall der Sowjetunion und der Wiederaufrichtung der unabhängigen Republik Estland 1990 bei Russland.

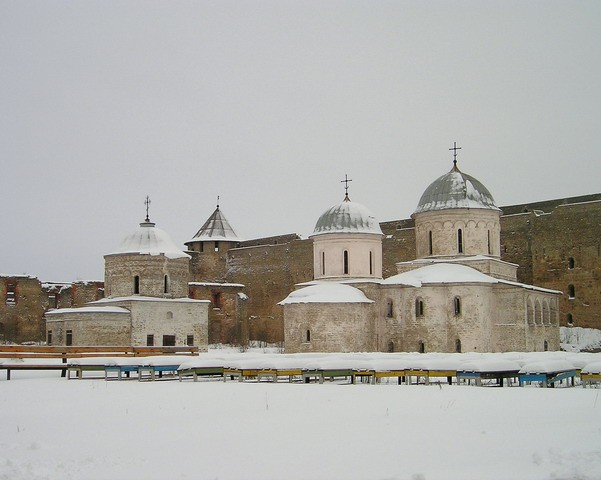
Die Kirchen Uspenskaya und Nikolskaya innerhalb der Festung
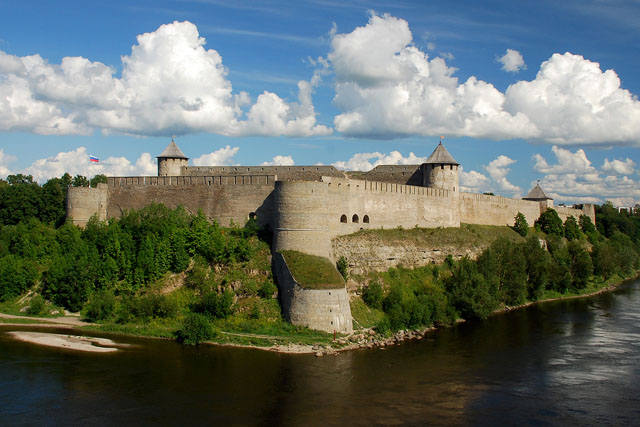
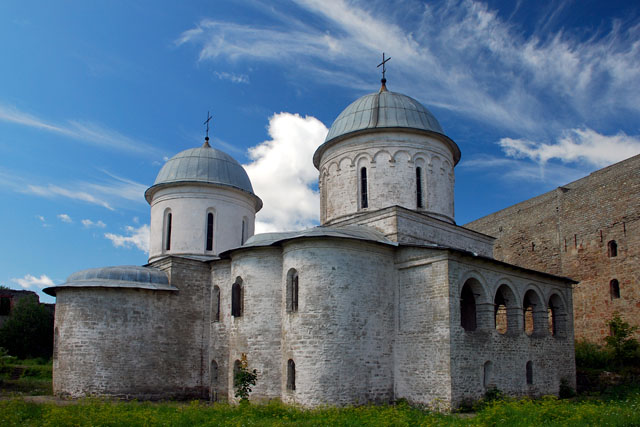
Die Kirchen Uspenskaya und Nikolskaya innerhalb der Festung
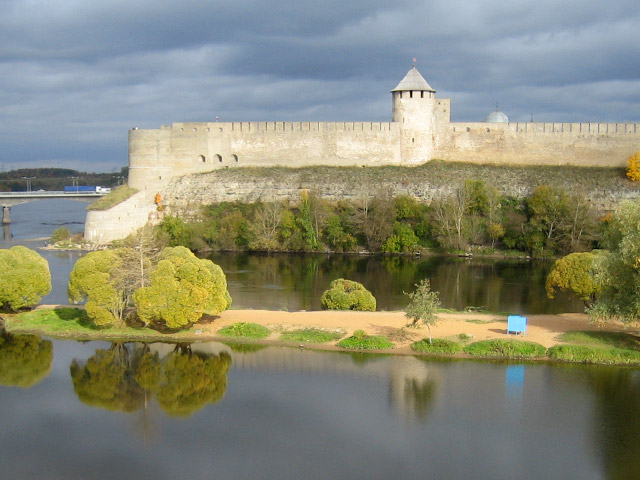